# جورج هوارد پارکر
جورج هوارد پارکر (انگلیسی: George Howard Parker; ۲۳ دسامبر ۱۸۶۴ – ۲۶ مارس ۱۹۵۵) جانورشناسی، استاد اهل ایالات متحده آمریکا بود.